# Felina Czycykowski
Felina Czycykowski (* 23. Juli 1999) ist eine ehemalige deutsche Eiskunstläuferin, Darstellerin, Journalistin und Moderatorin.

## Leben
Czycykowski war Eiskunstläuferin beim Berliner SV 92 und feierte Erfolge in den Jugendklassen. Von 2011 bis 2013 stand sie im Kader des Berliner TSC. Sie besuchte das Schul- und Leistungssportzentrum Berlin, eine Eliteschule des Sports und später die Staatliche Ballettschule Berlin, um das Abitur abzulegen.
Seit 2009 ist sie zudem Darstellerin und spielte 2010 im Kinofilm Hier kommt Lola! die Rolle der Flora „Flo“. 2018 hatte sie eine Nebenrolle in Bettys Diagnose (Folge: Aufbruch).
Nach einem Studium an der Universität Potsdam volontierte sie 2023 an der electronic media school Babelsberg, die dem Rundfunk Berlin-Brandenburg angegliedert ist. Sie ist als Journalistin und Moderatorin tätig, u. a. für den Landessportbund Berlin, und arbeitet seit 2025 als Eiskunstlauf-Expertin für die ARD.